# Christine Koch (Politikerin)
Christine Koch (* 5. Juni 1963 in Basel) ist eine Schweizer Politikerin (SP).

## Leben
Christine Koch wuchs in Basel und Reinach auf. Sie schloss 1982 die Diplommittelschule in Münchenstein ab. Dann absolvierte sie das Lehrerseminar in Liestal. Ihre erste Stelle als Primarlehrerin nahm sie in Pfeffingen an, heute arbeitet sie in Reinach. Nach ihrer Heirat 1990 zog sie zusammen mit ihrem damaligen Mann Klaus Kirchmayr, der Politiker bei den Grünen ist, nach Aesch. 
2004 wurde Koch in die Aescher Gemeindekommission (Beratungsgremium der Gemeindeversammlung) gewählt, in der sie bis im Jahr 2014 Einsitz hatte. Sie war bis 2018 Präsidentin der SP Aesch-Pfeffingen. Nebenbei amtete sie als Vorstandsmitglied der «IG Tempo Teufel». Bis heute ist sie Mitglied von VCS und VPOD. 2007 kandidierte Koch erfolglos für einen Sitz im Landrat des Kantons Basel-Landschaft. Sie rückte 2010 nach dem Rücktritt von Urs Hintermann nach und war dann in der dortigen Bau- und Planungskommission vertreten. Bei den Gesamterneuerungswahlen 2011 wurde sie bestätigt. 2015 kandidierte sie erneut für dieses Amt und wurde wiedergewählt.
Im Februar 2016 kandidierte Christine Koch erfolglos für den Aescher Gemeinderat, wurde aber auf die Position der Erstnachrückenden gewählt. Auf Ende Juni 2016 ist sie aus dem Landrat zurückgetreten, für sie ist ihr Sohn Jan Kirchmayr nachgerückt. Während ihrer Zeit im Landrat setzte sich Koch mit der Bildungs- und Sozialpolitik auseinander. Auch stand die Verkehrspolitik in ihrem Fokus, so der Einsatz für verkehrsberuhigende Massnahmen und ein Ausbau des öffentlichen Verkehrs.
Im  Juni 2017 trat Pavel Svoboda als Aescher SP-Gemeinderat zurück. Koch rückte für ihn nach und amtet seitdem als Aescher Gemeinderätin. Sie steht dem Ressort Umwelt, Energie, Ver- und Entsorgung vor. In ihrer Freizeit spielt Christine Koch Volleyball bei Sm’Aesch Pfeffingen und wandert in der Natur.